# Lapierre (Fahrradhersteller)

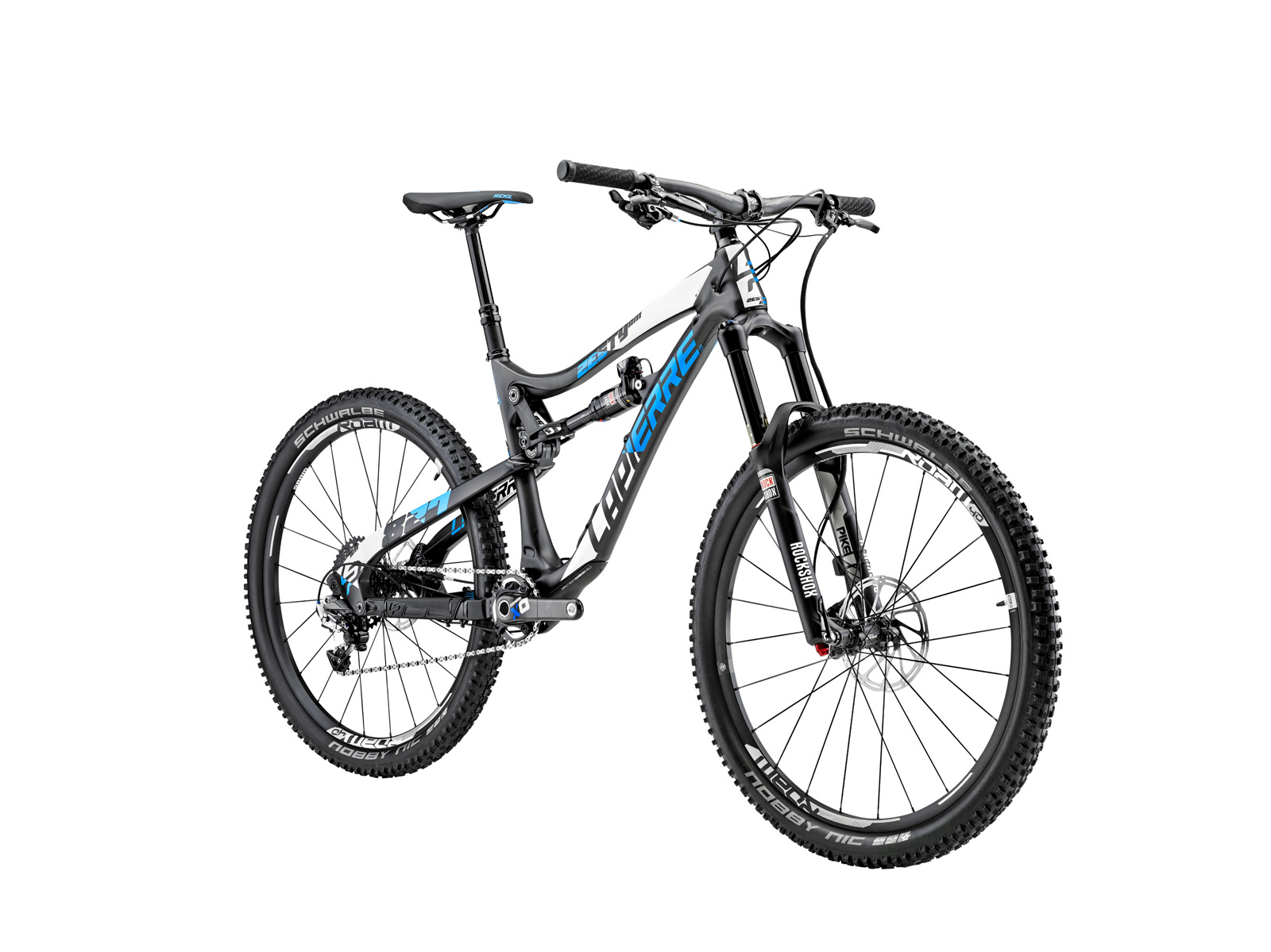
Lapierre Zesty AM 827

Lapierre ist ein französischer Fahrradhersteller. Er gehört heute zur niederländischen Accell Group.

## Geschichte
Lapierre wurde 1946 von Gaston Lapierre in Dijon gegründet. 1960 übernahm der Sohn Jacky Lapierre die Firmenleitung. In den 1980er Jahren war Lapierre in Frankreich einer der größten Hersteller von Mountainbikes, seit 1988 sponserte die Firma verschiedene Teams und Fahrer. 1993 übernahm die niederländische ATAG Gruppe (inzwischen Accell Group) zunächst eine Beteiligung von einem Drittel, 1996 wurde Lapierre schließlich vollständig von ATAG aufgekauft.
2002 wurde das Profiteam La Française Des Jeux ausgestattet, im selben Jahr gewann Nicolas Vogondy von diesem Team den Titel des französischen Meisters.